# هاسلباخ (راین-هونسروک)
هاسلباخ (به آلمانی: Hasselbach) یک شهر در آلمان است که در راین-هونسروک واقع شده‌است. هاسلباخ ۱۹۷ نفر جمعیت دارد.